# Lieuran-lès-Béziers
Lieuran-lès-Béziers [ljø.ʁɑ̃‿le‿bezje], en occitan Liuran de Besièrs [liw.'ran‿de‿be'zjɛs], est une commune française située dans le sud du département de l'Hérault, en région Occitanie.
Exposée à un climat méditerranéen, elle est drainée par un petit fleuve, le Libron, et par divers autres petits cours d'eau.
Lieuran-lès-Béziers est une commune rurale qui compte 1 483 habitants en 2022, après avoir connu une forte hausse de la population depuis 1975. Elle fait partie de l'aire d'attraction de Béziers. Ses habitants sont appelés les Lieuranais et Lieuranaises.

## Géographie

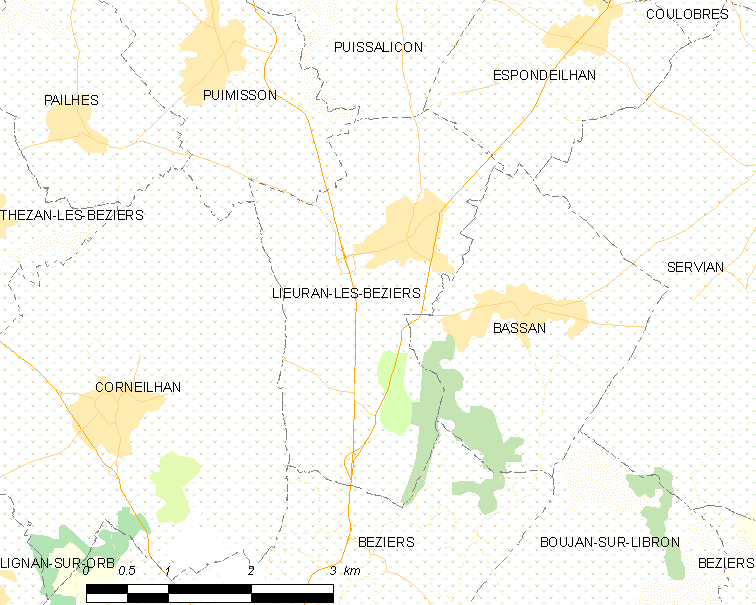
Carte.

La commune s'étend sur 810 hectares et compte plus de 1 000 habitants. Lieuran occupe majoritairement une zone de plaine, bordée au sud-est par une frange de coteaux boisés de 100 mètres d'altitude. La commune est traversée par le Libron, fleuve côtier qui longe la plaine biterroise. Lieuran-lès-Béziers est une commune suburbaine de Béziers, mais l'exploitation de son vignoble (570 hectares) lui donne une vocation rurale très marquée.
Le village est situé à environ 9 km au nord du centre-ville de Béziers (vers les Allées Paul-Riquet).

### Communes limitrophes
| Puimisson  | Puissalicon         | Espondeilhan |
| Corneilhan | Lieuran-lès-Béziers | Bassan       |
|            | Béziers             |              |

### Climat
Pour des articles plus généraux, voir Climat de l'Occitanie et Climat de l'Hérault.
En 2010, le climat de la commune est de type climat méditerranéen franc, selon une étude s'appuyant sur une série de données couvrant la période 1971-2000. En 2020, Météo-France publie une typologie des climats de la France métropolitaine dans laquelle la commune est exposée à un climat méditerranéen et est dans la région climatique  Provence, Languedoc-Roussillon, caractérisée par une pluviométrie faible en été, un très bon ensoleillement (2 600 h/an), un été chaud (21,5 °C), un air très sec en été, sec en toutes saisons, des vents forts (fréquence de 40 à 50 % de vents > 5 m/s) et peu de brouillards.
Pour la période 1971-2000, la température annuelle moyenne est de 14,4 °C, avec une amplitude thermique annuelle de 16 °C. Le cumul annuel moyen de précipitations est de 669 mm, avec 5,7 jours de précipitations en janvier et 2,5 jours en juillet. Pour la période 1991-2020, la température moyenne annuelle observée sur la station météorologique la plus proche, située sur la commune de Béziers à 8 km à vol d'oiseau, est de 15,5 °C et le cumul annuel moyen de précipitations est de 585,0 mm,. Pour l'avenir, les paramètres climatiques de la commune estimés pour 2050 selon différents scénarios d’émission de gaz à effet de serre sont consultables sur un site dédié publié par Météo-France en novembre 2022.

### Milieux naturels et biodiversité
Aucun espace naturel présentant un intérêt patrimonial n'est recensé sur la commune dans l'inventaire national du patrimoine naturel,,.

## Urbanisme

### Typologie
Au 1er janvier 2024, Lieuran-lès-Béziers est catégorisée bourg rural, selon la nouvelle grille communale de densité à sept niveaux définie par l'Insee en 2022.
Elle est située hors unité urbaine. Par ailleurs la commune fait partie de l'aire d'attraction de Béziers, dont elle est une commune de la couronne,. Cette aire, qui regroupe 53 communes, est catégorisée dans les aires de 50 000 à moins de 200 000 habitants,.

### Occupation des sols
L'occupation des sols de la commune, telle qu'elle ressort de la base de données européenne d’occupation biophysique des sols Corine Land Cover (CLC), est marquée par l'importance des territoires agricoles (83,9 % en 2018), en diminution par rapport à 1990 (86,5 %). La répartition détaillée en 2018 est la suivante : 
cultures permanentes (78,5 %), forêts (8,1 %), zones urbanisées (8 %), zones agricoles hétérogènes (5,1 %), terres arables (0,3 %). L'évolution de l’occupation des sols de la commune et de ses infrastructures peut être observée sur les différentes représentations cartographiques du territoire : la carte de Cassini (XVIIIe siècle), la carte d'état-major (1820-1866) et les cartes ou photos aériennes de l'IGN pour la période actuelle (1950 à aujourd'hui).

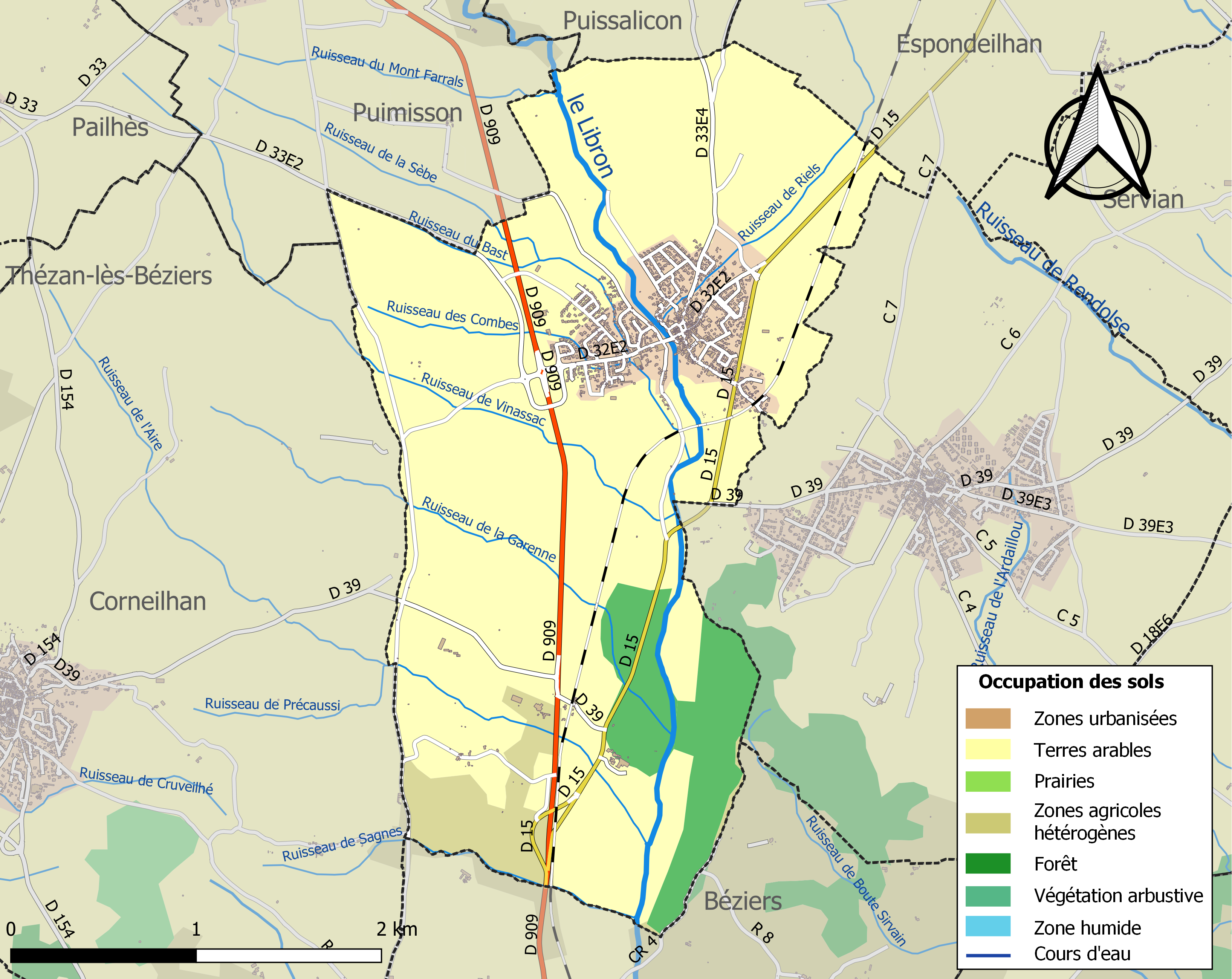
Carte des infrastructures et de l'occupation des sols de la commune en 2018 (CLC).

### Risques majeurs
Le territoire de la commune de Lieuran-lès-Béziers est vulnérable à différents aléas naturels : météorologiques (tempête, orage, neige, grand froid, canicule ou sécheresse), inondations, feux de forêts et séisme (sismicité faible). Il est également exposé à un risque technologique,  le transport de matières dangereuses. Un site publié par le BRGM permet d'évaluer simplement et rapidement les risques d'un bien localisé soit par son adresse soit par le numéro de sa parcelle.

#### Risques naturels
Certaines parties du territoire communal sont susceptibles d’être affectées par le risque d’inondation par débordement de cours d'eau, notamment le Libron. La commune a été reconnue en état de catastrophe naturelle au titre des dommages causés par les inondations et coulées de boue survenues en 1982, 1994, 1996 et 2019,.
Lieuran-lès-Béziers est exposée au risque de feu de forêt. Un plan départemental de protection des forêts contre les incendies (PDPFCI) a été approuvé en juin 2013 et court jusqu'en 2022, où il doit être renouvelé. Les mesures individuelles de prévention contre les incendies sont précisées par deux arrêtés préfectoraux et s’appliquent dans les zones exposées aux incendies de forêt et à moins de 200 mètres de celles-ci. L’arrêté du 25 avril 2002 réglemente l'emploi du feu en interdisant notamment d’apporter du feu, de fumer et de jeter des mégots de cigarette dans les espaces sensibles et sur les voies qui les traversent sous peine de sanctions. L'arrêté du 11 mars 2013 rend le débroussaillement obligatoire, incombant au propriétaire ou ayant droit,.

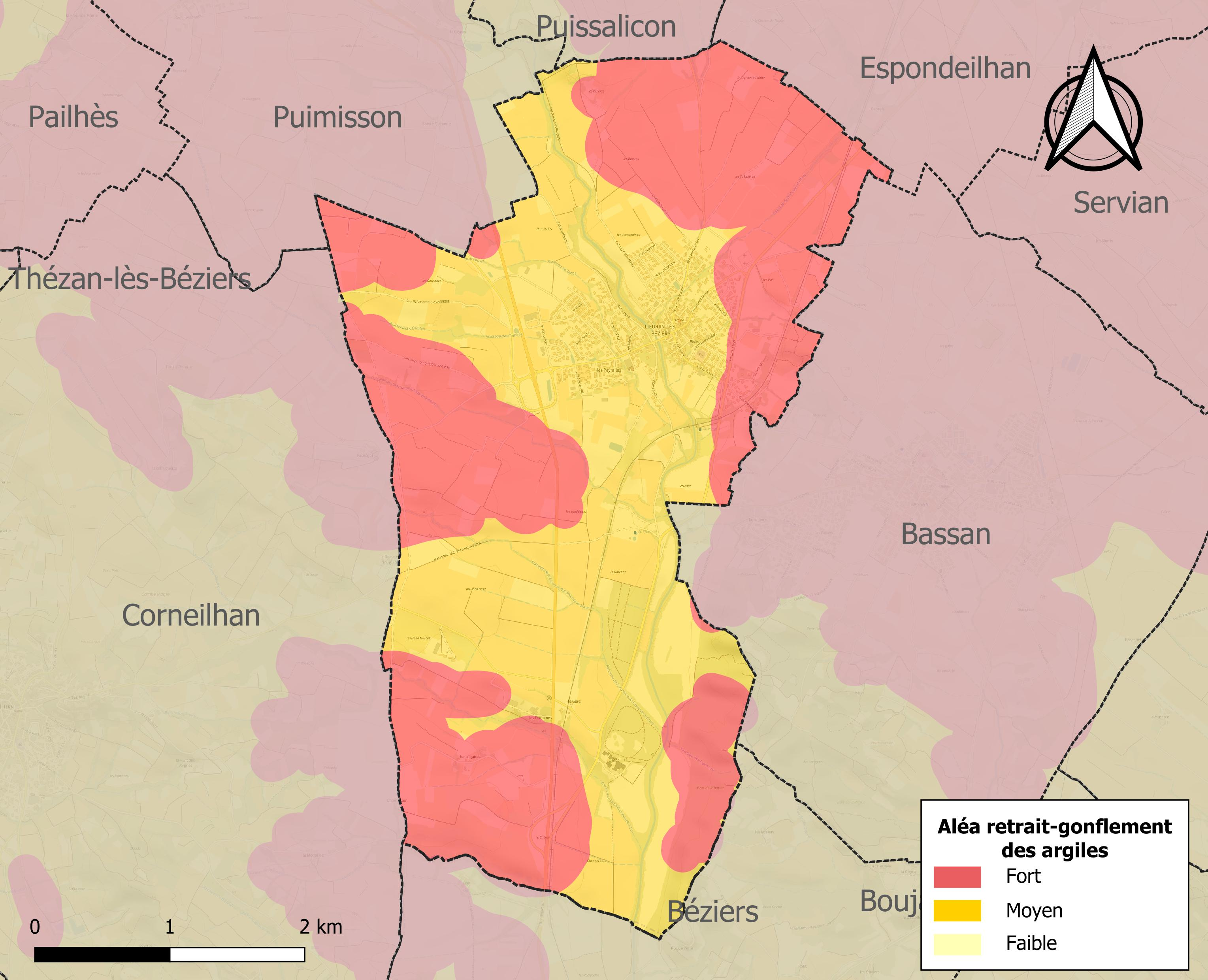
Carte des zones d'aléa retrait-gonflement des sols argileux de Lieuran-lès-Béziers.

Le retrait-gonflement des sols argileux est susceptible d'engendrer des dommages importants aux bâtiments en cas d’alternance de périodes de sécheresse et de pluie. La totalité de la commune est en aléa moyen ou fort (59,3 % au niveau départemental et 48,5 % au niveau national). Sur les 627 bâtiments dénombrés sur la commune en 2019, 627 sont en aléa moyen ou fort, soit 100 %, à comparer aux 85 % au niveau départemental et 54 % au niveau national. Une cartographie de l'exposition du territoire national au retrait gonflement des sols argileux est disponible sur le site du BRGM,.
Par ailleurs, afin de mieux appréhender le risque d’affaissement de terrain, l'inventaire national des cavités souterraines permet de localiser celles situées sur la commune.

#### Risques technologiques
Le risque de transport de matières dangereuses sur la commune est lié à sa traversée par des infrastructures routières ou ferroviaires importantes ou la présence d'une canalisation de transport d'hydrocarbures. Un accident se produisant sur de telles infrastructures est susceptible d’avoir des effets graves sur les biens, les personnes ou l'environnement, selon la nature du matériau transporté. Des dispositions d’urbanisme peuvent être préconisées en conséquence.

## Histoire
L'origine de Lieuran remonte bien avant l'an 1000. Il subsiste des vestiges des époques néolithique, gallo-romaine, wisigothique. Le château et l'église Saint-Martin sont datés du XIIe siècle.

Affiche de loto de 1930.

## Toponymie
En occitan, la commune se nomme Liuran de Besièrs.

## Politique et administration
| Période   | Période   | Identité        | Étiquette | Qualité |
| --------- | --------- | --------------- | --------- | ------- |
| 1947      | 1950      | Georges Seguy   |           |         |
| 1950      | 1953      | André Pascal    |           |         |
| 1953      | 1959      | Albert Calmels  |           |         |
| 1959      | 1973      | Georges Seguy   |           |         |
| 1973      | mars 2001 | Yves Record     |           |         |
| mars 2001 | mars 2008 | Georges Saysset |           |         |
| mars 2008 |           | Robert Gély     |           | Employé |

## Démographie
L'évolution du nombre d'habitants est connue à travers les recensements de la population effectués dans la commune depuis 1793. Pour les communes de moins de 10 000 habitants, une enquête de recensement portant sur toute la population est réalisée tous les cinq ans, les populations de référence des années intermédiaires étant quant à elles estimées par interpolation ou extrapolation. Pour la commune, le premier recensement exhaustif entrant dans le cadre du nouveau dispositif a été réalisé en 2005.

En 2022, la commune comptait 1 483 habitants, en évolution de +6,61 % par rapport à 2016 (Hérault : +7,49 %, France hors Mayotte : +2,11 %).
| 1793 | 1800 | 1806 | 1821 | 1831 | 1836 | 1841 | 1846 | 1851 |
| ---- | ---- | ---- | ---- | ---- | ---- | ---- | ---- | ---- |
| 190  | 239  | 328  | 279  | 291  | 324  | 332  | 325  | 308  |

| 1856 | 1861 | 1866 | 1872 | 1876 | 1881 | 1886 | 1891 | 1896 |
| ---- | ---- | ---- | ---- | ---- | ---- | ---- | ---- | ---- |
| 304  | 330  | 363  | 368  | 427  | 411  | 444  | 474  | 578  |

| 1901 | 1906 | 1911 | 1921 | 1926 | 1931 | 1936 | 1946 | 1954 |
| ---- | ---- | ---- | ---- | ---- | ---- | ---- | ---- | ---- |
| 648  | 668  | 603  | 642  | 617  | 630  | 597  | 582  | 580  |

| 1962 | 1968 | 1975 | 1982 | 1990 | 1999 | 2005  | 2006  | 2010  |
| ---- | ---- | ---- | ---- | ---- | ---- | ----- | ----- | ----- |
| 624  | 653  | 595  | 801  | 964  | 927  | 1 080 | 1 088 | 1 362 |

| 2015  | 2020  | 2022  | - | - | - | - | - | - |
| ----- | ----- | ----- | - | - | - | - | - | - |
| 1 396 | 1 380 | 1 483 | - | - | - | - | - | - |

## Économie

### Revenus
En 2018, la commune compte 583 ménages fiscaux, regroupant 1 391 personnes. La médiane du revenu disponible par unité de consommation est de 21 740 € (20 330 € dans le département).

### Emploi
|                | 2008   | 2013   | 2018  |
| -------------- | ------ | ------ | ----- |
| Commune        | 7 %    | 8,5 %  | 6,4 % |
| Département    | 10,1 % | 11,9 % | 12 %  |
| France entière | 8,3 %  | 10 %   | 10 %  |

En 2018, la population âgée de 15 à 64 ans s'élève à 807 personnes, parmi lesquelles on compte 76,2 % d'actifs (69,8 % ayant un emploi et 6,4 % de chômeurs) et 23,8 % d'inactifs,. Depuis 2008, le taux de chômage communal (au sens du recensement) des 15-64 ans est inférieur à celui de la France et du département.
La commune fait partie de la couronne de l'aire d'attraction de Béziers, du fait qu'au moins 15 % des actifs travaillent dans le pôle,. Elle compte 114 emplois en 2018, contre 154 en 2013 et 108 en 2008. Le nombre d'actifs ayant un emploi résidant dans la commune est de 574, soit un indicateur de concentration d'emploi de 19,8 % et un taux d'activité parmi les 15 ans ou plus de 53,5 %.
Sur ces 574 actifs de 15 ans ou plus ayant un emploi, 68 travaillent dans la commune, soit 12 % des habitants. Pour se rendre au travail, 93,3 % des habitants utilisent un véhicule personnel ou de fonction à quatre roues, 0,9 % les transports en commun, 3,3 % s'y rendent en deux-roues, à vélo ou à pied et 2,5 % n'ont pas besoin de transport (travail au domicile).

### Activités hors agriculture

#### Secteurs d'activités
94 établissements sont implantés  à Lieuran-lès-Béziers au 31 décembre 2019. Le tableau ci-dessous en détaille le nombre par secteur d'activité et compare les ratios avec ceux du département,.
| Secteur d'activité                                                                                        | Commune | Commune | Département |
| Secteur d'activité                                                                                        | Nombre  | %       | %           |
| --- | ------- | ------- | ----------- |
| Ensemble                                                                                                  | 94      | 100 %   | (100 %)     |
| Industrie manufacturière, industries extractives et autres                                                | 11      | 11,7 %  | (6,7 %)     |
| Construction                                                                                              | 17      | 18,1 %  | (14,1 %)    |
| Commerce de gros et de détail, transports, hébergement et restauration                                    | 17      | 18,1 %  | (28 %)      |
| Information et communication                                                                              | 2       | 2,1 %   | (3,3 %)     |
| Activités financières et d'assurance                                                                      | 3       | 3,2 %   | (3,2 %)     |
| Activités immobilières                                                                                    | 9       | 9,6 %   | (5,3 %)     |
| Activités spécialisées, scientifiques et techniques et activités de services administratifs et de soutien | 13      | 13,8 %  | (17,1 %)    |
| Administration publique, enseignement, santé humaine et action sociale                                    | 11      | 11,7 %  | (14,2 %)    |
| Autres activités de services                                                                              | 11      | 11,7 %  | (8,1 %)     |

Le secteur du commerce de gros et de détail, des transports, de l'hébergement et de la restauration est prépondérant sur la commune puisqu'il représente 18,1 % du nombre total d'établissements de la commune (17 sur les 94 entreprises implantées  à Lieuran-lès-Béziers), contre 28 % au niveau départemental.

#### Entreprises et commerces
Les cinq entreprises ayant leur siège social sur le territoire communal qui génèrent le plus de chiffre d'affaires en 2020 sont : 
- Fashion K, commerce de détail d'habillement en magasin spécialisé (286 k€)
- Bin J, activités des sociétés holding (260 k€)
- LDM, entretien et réparation d'autres véhicules automobiles (201 k€)
- SARL 34000 Volts, travaux d'installation électrique dans tous locaux (200 k€)
- Tap, activités de soutien aux cultures (110 k€)

### Agriculture
La commune est dans la « Plaine viticole », une petite région agricole occupant la bande côtière du département de l'Hérault. En 2020, l'orientation technico-économique de l'agriculture  sur la commune est la viticulture.
|               | 1988 | 2000 | 2010 | 2020 |
| ------------- | ---- | ---- | ---- | ---- |
| Exploitations | 68   | 50   | 47   | 30   |
| SAU (ha)      | 626  | 587  | 639  | 541  |

Le nombre d'exploitations agricoles en activité et ayant leur siège dans la commune est passé de 68 lors du recensement agricole de 1988  à 50 en 2000 puis à 47 en 2010 et enfin à 30 en 2020, soit une baisse de 56 % en 32 ans. Le même mouvement est observé à l'échelle du département qui a perdu pendant cette période 67 % de ses exploitations,. La surface agricole utilisée sur la commune a également diminué, passant de 626 ha en 1988 à 541 ha en 2020. Parallèlement la surface agricole utilisée moyenne par exploitation a augmenté, passant de 9 à 18 ha.

## Culture locale et patrimoine

### Lieux et monuments
- Château de Ribaute
- Église Saint-Martin de Lieuran-lès-Béziers
- Gare de Ribaute-lès-Lieuran (ancienne gare ferroviaire de la commune)

### Héraldique
|  | Les armoiries de Lieuran-lès-Béziers se blasonnent ainsi : De sable, au sautoir losangé d'or et de sable. |